# Schumannia karelinii
Schumannia es un género monotípico perteneciente a la familia Apiaceae. Su única especie: Schumannia karelinii, es originaria de Asia.

## Descripción
Es una planta herbácea que alcanza un tamaño  de 40-100 cm de altura. Con un esbelto tronco, ramas glabras, las ramas inferiores alternas, superiores verticiladas. Hoja obtriangular cuchilla o ampliamente ovadas, de 8-40 × 6-30 cm, segmentos últimas hojas 2-20 x 0.5-1 mm, enteras o serradas apicalmente. Las inflorescencias en umbelas de 3-12 cm de diámetro, los rayos 5-29, subiguales, glabros, blancos estriados; bractéolas 5-6, pubescentes, márgenes escarioso; umbelulas muy pequeñas, de 4-7 mm de diámetro. Dientes del cáliz membranoso ampliamente triangulares, de color blanco en la fruta. Fruta 10-15 × 5-8 mm;. Fl. y fr. Mayo-julio.

## Distribución y hábitat
Se encuentra  en los desiertos arenosos; a una altitud de 500-700 metros, en Xinjiang (Altay Shan, Huocheng, Tian Shan) en China y en Kirguistán, Tayikistán, Turkmenistán, Uzbekistán, y el suroeste de Asia (Irán).

## Taxonomía
Schumannia karelinii fue descrita por (Bunge) Korovin y publicado en Monogr. Ferula 81. 1947.
Sinonimia
- Ferula peucedanifolia Kar. & Kir.
- Ferula karelinii Bunge
- Schumannia turcomanica Kuntze[3]